# One Wild Night Live 1985–2001
One Wild Night: Live 1985–2001 (englisch für „Eine wilde Nacht: Live 1985–2001“) ist das erste Livealbum der US-amerikanischen Rockband Bon Jovi.

## Musikalischer Inhalt
Dieses Album bietet einen Einblick in die Live-Performance der Band, sowie einen Überblick über ihre verschiedenen Schaffensperioden, da es sich um verschiedene Aufnahmen aus den gesamten Bandjahren handelt. Es sind aber natürlich auch die großen Hits der Band enthalten. Es beinhaltet auch zwei Songs die nicht von der Band selbst sind: Rockin' in the Free World von Neil Young und I Don’t Like Mondays von und zusammen mit Bob Geldof.
Das Lied One Wild Night 2001 ist ein Remix der Crush-Version. Das Lied gewinnt in der neuen Version an Tempo, die Titelzeile wird zum Teil mit einer Talkbox untermalt und der Song beginnt mit einem anderen Intro.
Der Track I Don’t Like Mondays wurde bereits auf der These-Days-Bonus-Disc veröffentlicht.

## Titelliste
1. It’s My Life (Jon Bon Jovi, Richie Sambora, Max Martin) – 3:51 (27. November 2000 – Toronto, Ontario, Kanada)
2. Livin' on a Prayer (Jon Bon Jovi, Richie Sambora, Desmond Child) – 5:13 (30. August 2000 – Zürich, Schweiz)
3. You Give Love a Bad Name (Jon Bon Jovi, Richie Sambora, Desmond Child) – 3:53 (30. August 2000 – Zürich, Schweiz)
4. Keep the Faith (Jon Bon Jovi, Richie Sambora, Desmond Child) – 6:19 (20. September 2000 – New York City, USA)
5. Someday I’ll Be Saturday Night (Jon Bon Jovi, Richie Sambora, Desmond Child) – 6:30 (10. November 1995 – Melbourne, Australien)
6. Rockin' in the Free World (Neil Young) – 5:40 (1. Dezember 1995 – Johannesburg, Südafrika; Originalinterpret: Neil Young)
7. Something to Believe In (Jon Bon Jovi) – 6:00 (19. Mai 1996 – Yokohama, Japan)
8. Wanted Dead or Alive (Jon Bon Jovi, Richie Sambora) – 6:00 (20. September 2000 – New York City, USA)
9. Runaway (Jon Bon Jovi, George Karak) – 4:47 (28. April 1985 – Tokyo, Japan)
10. In and Out of Love (Jon Bon Jovi) – 6:12 (28. April 1985 – Tokyo, Japan)
11. I Don’t Like Mondays (Bob Geldof) – 5:58 (25. Juni 1995 – Wembley-Stadion, London, England; Originalinterpret: Bob Geldof)
12. Just Older (Jon Bon Jovi, Billy Falcon) – 5:13 (27. November 2000 – Toronto, Ontario, Kanada)
13. Something for the Pain (Jon Bon Jovi, Richie Sambora, Desmond Child) – 4:22 (10. November 1995 – Melbourne, Australien)
14. Bad Medicine (Jon Bon Jovi, Richie Sambora, Desmond Child) – 4:19 (30. August 2000 – Zürich, Schweiz)
15. One Wild Night 2001 (Jon Bon Jovi, Richie Sambora, Desmond Child) – 3:46 (Studioaufnahme)

## Rezeption
Die Kritiken liefern im Fazit ein eigentlich positives Bild, auch wenn zum Beispiel die Kürze des Albums oder das Ein- und Ausblenden bemängelt wurden. Viele Fans aber hat es gefreut, dass endlich ein offizielles Livealbum der Band erhältlich ist. Thomas Kupfer beurteilte das Album im Magazin Rock Hard wie folgt: „17 Jahre nach Veröffentlichung des schlicht selbstbetitelten Debüts erscheint mit One Wild Night das erste Livealbum von Bon Jovi. Bei diversen Auftritten hat man 14 Songs mitgeschnitten und den Silberling mit der (für mich überflüssigen) 2001-Version von One Wild Night abgerundet. Ansonsten ist die Songauswahl jedoch perfekt, nahezu jeder Hit der an Höhepunkten reichen Bandkarriere hat seinen Weg auf die Scheibe gefunden und mit Runaway sowie In and Out of Love (vom sträflich unterbewerteten 7800° Fahrenheit-Album) sind zwei Uralt-Kamellen in die Greatest Hits-Sammlung gerutscht. Zwar fehlt mir ein wenig die Atmosphäre und Spannung, die sich bei einem durchgängig mitgeschnittenen Live-Auftritt kontinuierlich aufbaut, aber so kommt man immerhin in den Genuß der Originalaufnahme des Boomtown Rats-Covers I Don’t Like Mondays, das die Band anlässlich des zehnjährigen Live Aid-Jubiläums zusammen mit Sir Bob Geldof eingerockt hat. Richie Sambora spricht dann auch folgerichtig von ‚einem Stück Zeitgeschichte‘, das man hier präsentiert. Alles in allem eine sichere Sache; Bon Jovi-Fans wissen, was sie erwartet.“

## Kommerzieller Erfolg

### Chartplatzierungen
| ChartsChartplatzierungen       | Höchstplatzierung | Wochen |
| ------------------------------ | ----------------- | ------ |
| Deutschland (GfK)              | 3 (20 Wo.)        | 20     |
| Österreich (Ö3)                | 2 (21 Wo.)        | 21     |
| Schweiz (IFPI)                 | 1 (22 Wo.)        | 22     |
| Vereinigte Staaten (Billboard) | 20 (14 Wo.)       | 14     |
| Vereinigtes Königreich (OCC)   | 2 (12 Wo.)        | 12     |

| ChartsJahrescharts (2001) | Platzierung |
| ------------------------- | ----------- |
| Deutschland (GfK)         | 25          |
| Österreich (Ö3)           | 29          |
| Schweiz (IFPI)            | 14          |

### Auszeichnungen für Musikverkäufe
| Land/Region                  | Auszeichnungen für Musikverkäufe (Land/Region, Auszeichnung, Verkäufe) | Verkäufe  |
| ---------------------------- | ---------------------------------------------------------------------- | --------- |
| Argentinien (CAPIF)          | Gold                                                                   | 20.000    |
| Belgien (BRMA)               | Gold                                                                   | (25.000)  |
| Brasilien (PMB)              | Gold                                                                   | 50.000    |
| Deutschland (BVMI)           | Gold                                                                   | (150.000) |
| Europa (IFPI)                | Platin                                                                 | 1.000.000 |
| Kanada (MC)                  | Gold                                                                   | 50.000    |
| Neuseeland (RMNZ)            | Platin                                                                 | 15.000    |
| Österreich (IFPI)            | Gold                                                                   | (20.000)  |
| Schweiz (IFPI)               | Platin                                                                 | (40.000)  |
| Spanien (Promusicae)         | Platin                                                                 | (100.000) |
| Vereinigtes Königreich (BPI) | Silber                                                                 | (60.000)  |
| Insgesamt                    | 1× Silber · 6× Gold · 4× Platin ·                                      | 1.135.000 |

Hauptartikel: Bon Jovi/Auszeichnungen für Musikverkäufe